# 德羅霍貝奇車站
德羅霍貝奇（羅馬化：Drohobych）是位於烏克蘭利沃夫州德羅霍貝奇的鐵路車站，啟用於1872年12月31日。